# Tyleria spathulata
Tyleria spathulata är en tvåhjärtbladig växtart som beskrevs av Henry Allan Gleason. Tyleria spathulata ingår i släktet Tyleria och familjen Ochnaceae. Inga underarter finns listade i Catalogue of Life.